# عزيوز رايس
عزيوز رايس (2 أبريل 1925 بالجزائر العاصمة - 10 ديسمبر 2022) هو مغني شعبي جزائري ويعتبر من شيوخ الأغنية الشعبية في الجزائر.

## وفاته
توفي عزيوز رايس في 10 ديسمبر 2022 عن عمر ناهز 68 عامًا، وقد وجهت وزيرة الثقافة صورية مولوجي رسالة تعزية إلى عائلته 
| عزيوز رايس | الفقيد كان يعتبر أحد رموز الأغنية الشعبية في الجزائر. إذ يعتبر من أكثر الفنانين القدامى. الذين كان لهم بصمات واضحة في الفن الشعبي الجزائري. | عزيوز رايس |